# Ait Ourir
Ait Ourir (en àrab آيت ورير, Āyt Wurīr; en amazic ⴰⵢⵜ ⵓⵔⵉⵔ) és un municipi de la província d'Al Haouz, a la regió de Marràqueix-Safi, al Marroc. Segons el cens de 2014 tenia una població total de 39.108 persones. La ciutat es troba al marge septentrional del riu Ourika, 29.8 km per carretera al nord-oest de Tighedouine i 33.3 km a l'est de Marràqueix.